# هال كول (صحفي)
هال كول (بالإنجليزية: Hal Call)‏ هو صحفي أمريكي، ولد في 1917 في مقاطعة غروندي في الولايات المتحدة، وتوفي في 18 ديسمبر 2000 في سان فرانسيسكو في الولايات المتحدة.